# Гебуд (Алба)
Гебуд (рум. Găbud) — село у повіті Алба в Румунії. Входить до складу комуни Ношлак.
Село розташоване на відстані 272 км на північний захід від Бухареста, 49 км на північний схід від Алба-Юлії, 51 км на південний схід від Клуж-Напоки, 149 км на північний захід від Брашова.

## Населення
За даними перепису населення 2002 року у селі проживала 271 особа.
Національний склад населення села:
| Національність | Кількість осіб | Відсоток |
| -------------- | -------------- | -------- |
| румуни         | 225            | 83,0%    |
| цигани         | 44             | 16,2%    |

Рідною мовою назвали:
| Мова      | Кількість осіб | Відсоток |
| --------- | -------------- | -------- |
| румунська | 226            | 83,4%    |
| циганська | 44             | 16,2%    |